# ديفيد بوتير
ديفيد بوتير (بالإنجليزية: David Potter)‏ هو مؤرخ أمريكي، ولد في 1957.